# Smeringochernes pauperculus
Smeringochernes pauperculus es una especie de arácnido del orden Pseudoscorpionida de la familia Chernetidae.

## Distribución geográfica
Se encuentra en las Islas Salomón.